# Ewa Jeglińska
Ewa Stanisława Jeglińska, z domu Orzechowska herbu Oksza, ps. „Ewa (319)” (ur. 17 listopada 1923, zm. 9 marca 2018) – uczestniczka powstania warszawskiego, działaczka opozycyjna w PRL.

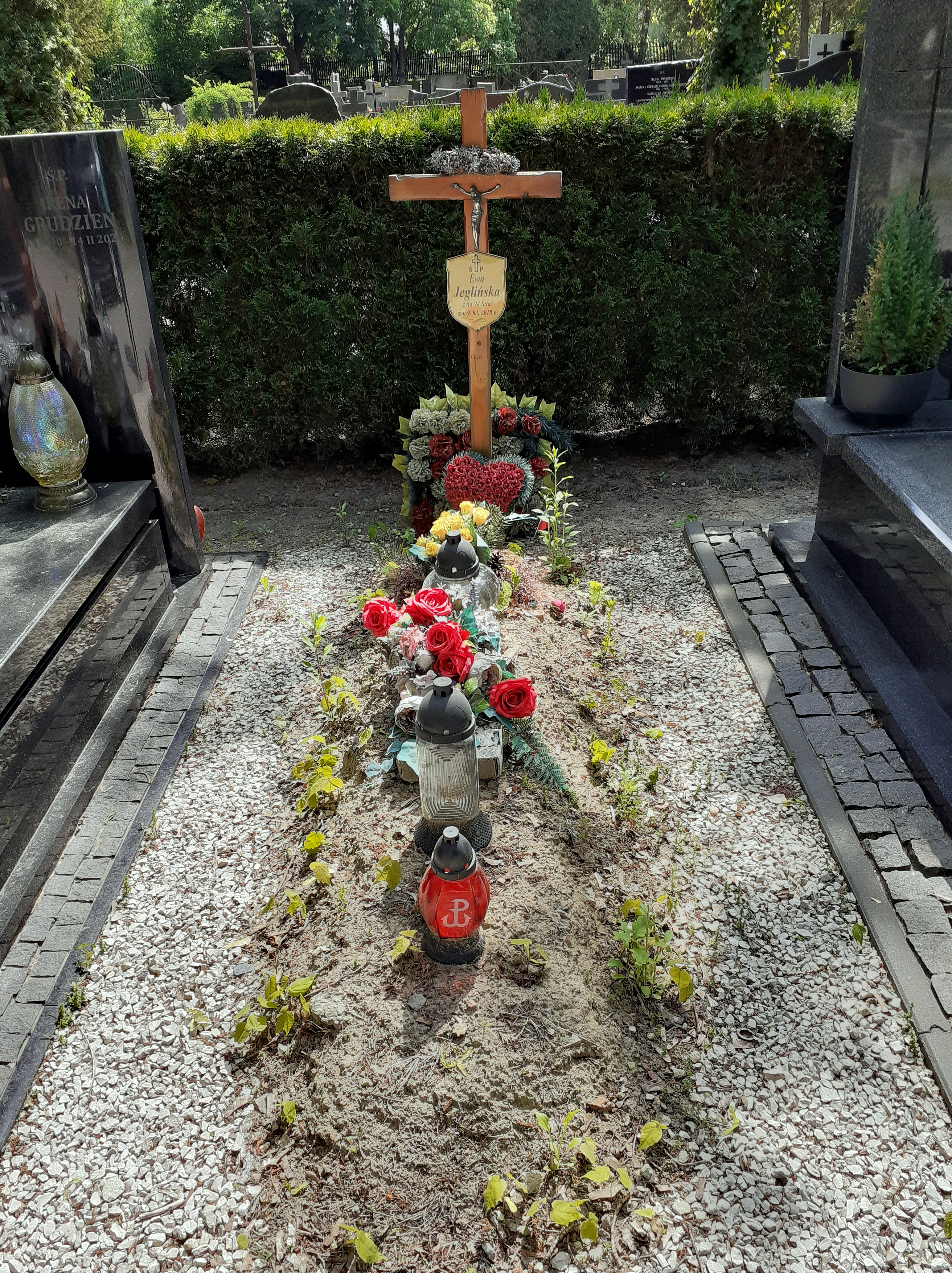
Grób Ewy Jeglińskiej

## Życiorys
Urodziła się 17 listopada 1923. Była córką por./kpt. Ludwika Michała Oksza-Orzechowskiego (lekarz, odznaczony Orderem Virtuti Militari za obronę Lwowa 1918, oficer Wojska Polskiego) i Marii (z domu Korwin-Sokołowska, nauczycielka). Od dzieciństwa zamieszkiwała w Warszawie. Podczas II wojny światowej w okresie okupacji niemieckiej kształciła się na tajnych kompletach Akademii Sztuk Pięknych. Na przełomie 1941/1942 była zaangażowana w działalność konspiracyjną, uczestniczyła w kursach udzielania pomocy medycznej, była kurierką prasy podziemnej. W powstaniu warszawskim 1944 służyła w Komendzie Obwodu V Mokotów, pełniąc funkcję łączniczki komendy, była podporządkowana cichociemnemu ppor. Zbigniewowi Mrazkowi ps. „Aminius”. Była także sanitariuszką. Od połowy sierpnia 1944 była jedną z pięciu łączniczek kanałowych batalionu „Olza” w składzie Zgrupowania pułku „Baszta”, działając między komendą Mokotowa a Śródmieścia.
Po wojnie zamieszkiwała w Warszawie. W 1950 wyszła za mąż za Stanisława Jeglińskiego (1924–1969), także powstańca warszawskiego ps. „Baśka”. Miała córkę Magdalenę i syna Piotra (ur. 1951), który po wyjeździe na Zachód, został wydawcą zakazanych w PRL publikacji. W tym czasie Ewa Jeglińska zajmowała się w Warszawie pośrednictwem w kolportażu wydawnictwa w tzw. drugim obiegu. Z uwagi na to była inwigilowana, rewidowana i prześladowana przez służby PRL oraz została ranna w spowodowanym przez nie wypadku drogowym w 1986. Była współzałożycielką Muzeum Teatralnego w Warszawie.
Zmarła 9 marca 2018, a 23 marca 2018 została pochowana w Alei Zasłużonych na Cmentarzu Wojskowym na Powązkach w Warszawie (kwatera G rząd Tuje grób 8).

## Odznaczenia
Została awansowana na stopień porucznika. Za udział w powstaniu otrzymała Złoty Krzyż Zasługi z Mieczami, Krzyż Walecznych, Medal Wojska, Warszawski Krzyż Powstańczy. Wyróżniono ją także Złotym Krzyżem Zasługi.
Postanowieniem prezydenta Andrzeja Dudy z 19 lipca 2017 została odznaczona Krzyżem Oficerskim Orderu Odrodzenia Polski za wybitne zasługi dla niepodległości Rzeczypospolitej Polskiej, za działalność na rzecz przemian demokratycznych w Polsce, którym udekorowano ją podczas uroczystości 31 lipca 2017.